# سيباستين دي مايو
سيباستين دي مايو (بالفرنسية: Sebastian De Maio)‏ هو لاعب كرة قدم فرنسي في مركز الدفاع، ولد في 3 مايو 1987 في سان دوني في فرنسا. لعب مع فيورنتينا ونادي بريشيا ونادي جنوى ونادي فروسينوني.

## وصلات خارجية
- سيباستين دي مايو على موقع قاعدة بيانات كرة القدم.إي يو (الإنجليزية)
- سيباستين دي مايو على موقع ليكيب (الفرنسية)
- سيباستين دي مايو على موقع Soccerbase.com (لاعب) (الإنجليزية)
- سيباستين دي مايو على موقع Soccerway.com (الإنجليزية)
- سيباستين دي مايو على موقع عالم كرة القدم.نت (الإنجليزية)
- سيباستين دي مايو على موقع AS.com (الإسبانية)